# Vester Hæsinge Sogn
Vester Hæsinge Sogn ist eine Kirchspielsgemeinde (dän.: Sogn)
auf der Insel Fyn (dt.: Fünen) im südlichen Dänemark.
Bis 1970 gehörte sie zur Harde Sallinge Herred im damaligen Svendborg Amt, danach zur Broby Kommune im
Fyns Amt, die im Zuge der  Kommunalreform zum 1. Januar 2007 in der
Faaborg-Midtfyn Kommune in der Region Syddanmark aufgegangen ist.
Im Kirchspiel leben 787 Einwohner, davon 410 im Kirchdorf (Stand: 1. Januar 2023).

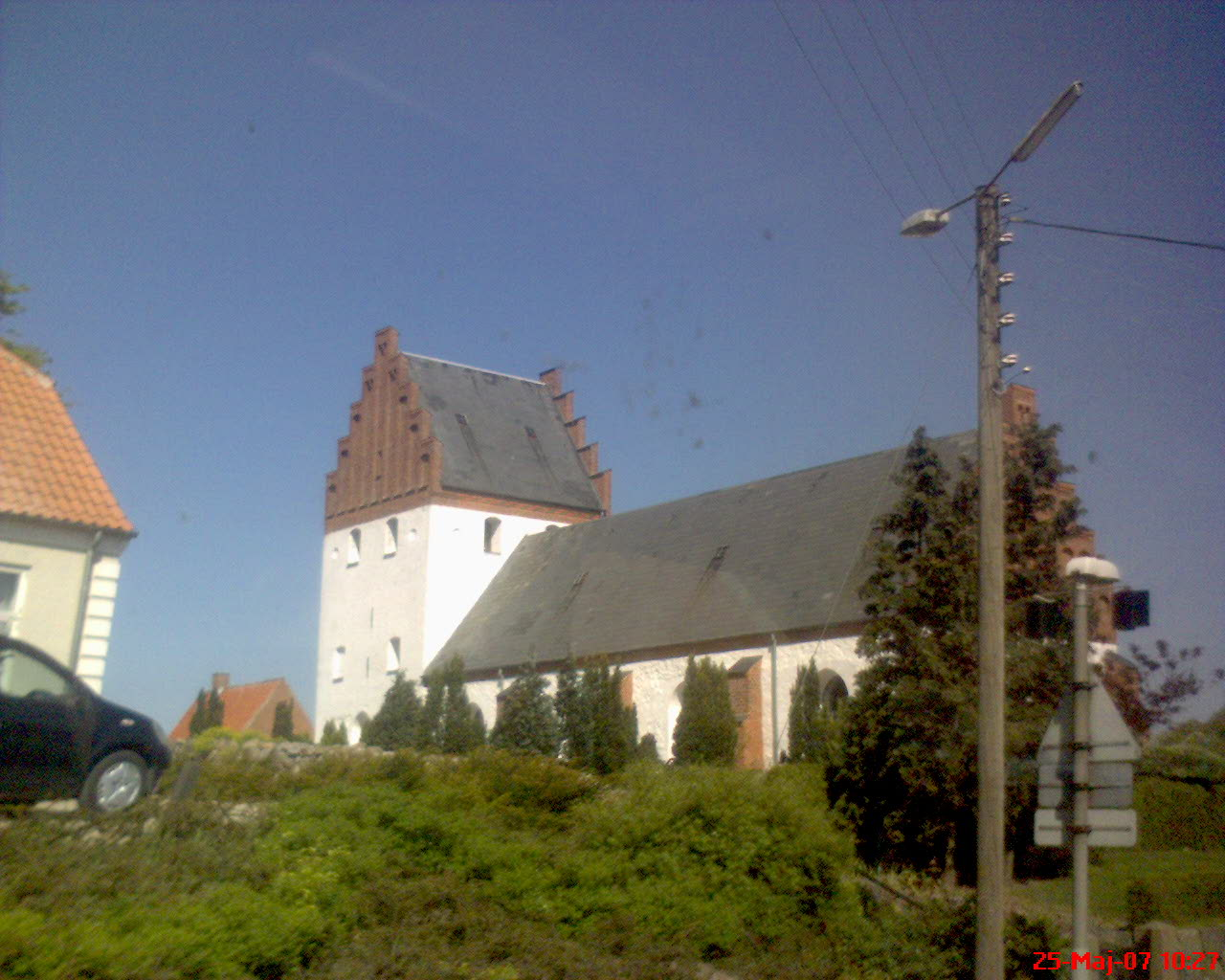
Vester Hæsinge Kirke

Im Kirchspiel liegt die Kirche „Vester Hæsinge Kirke“.
Nachbargemeinden sind im Norden Sønder Broby Sogn, im Osten Sandholts Lyndelse Sogn, im Südosten Øster Hæsinge Sogn und im Westen Håstrup Sogn, ferner in der westlich benachbarten Assens Kommune Jordløse Sogn.